# Карнапоглу, Али
Али Карнапоглу (тур. Ali Karnapoğlu; 30 апреля 1999 года, Трабзон) — турецкий футболист, защитник клуба «Трабзонспор».

## Клубная карьера
Али Карнапоглу — воспитанник турецкого клуба «Трабзонспор». 23 января 2019 года он дебютировал на профессиональном уровне, выйдя на замену в концовке гостевого матча Кубка Турции с «Балыкесирспором».
22 февраля 2019 года 19-летний футболист дебютировал в турецкой Суперлиге, выйдя на замену в самой концовке гостевого поединка против «Гёзтепе».